# Dischistus separatus
Dischistus separatus är en tvåvingeart som först beskrevs av Becker 1906.  Dischistus separatus ingår i släktet Dischistus och familjen svävflugor. Inga underarter finns listade i Catalogue of Life.